# Felipe Sáez Carrillo
Felipe Sáez Carrillo más conocido como Pipe Sáez (Madrid, 18 de mayo de 1995) es un lateral izquierdo español que juega de lateral izquierdo en el HIFK Helsinki de la Veikkausliiga. Es hermano del también futbolista Jorge Sáez.

## Trayectoria
Procedente del fútbol base del Rayo Vallecano, en 2012 llegó a Valdebebas para jugar en el Juvenil C del Real Madrid Club de Fútbol, y disputó tres temporadas vistiendo la elástica merengue, una de ellas en el Juvenil A. En 2014 firmó por la UD San Sebastián de los Reyes de la Segunda División B de España, en que jugó durante 3 temporadas.
En verano de 2017 firma por el Rayo Vallecano para jugar en su filial en Tercera División a las órdenes del técnico Luis Cembranos, en el que estaría durante dos temporadas.
En la temporada 2019-20 regresa a la UD San Sebastián de los Reyes de la Segunda División B de España.
En verano de 2020, firma por Las Rozas CF, también de la Segunda División B de España.
En febrero de 2021 se marchó a Finlandia tras firmar con el HIFK Helsinki de la Veikkausliiga por una temporada.

## Clubes
| Club                          | País      | Año       |
| ----------------------------- | --------- | --------- |
| Real Madrid CF Juvenil A      | España    | 2013-2014 |
| UD San Sebastián de los Reyes | España    | 2014-2017 |
| Rayo Vallecano B              | España    | 2017-2019 |
| UD San Sebastián de los Reyes | España    | 2019-2020 |
| Las Rozas CF                  | España    | 2020-2021 |
| HIFK Helsinki                 | Finlandia | 2021-     |